# とりよせバッグ
とりよせバッグは、藤子・F・不二雄のSF漫画『ドラえもん』に登場するひみつ道具。「とりよせバッグ」（てんとう虫コミックス第11巻収録）などで登場する。

## 概要
婦人用の肩掛けチェーン付きクラッチバッグのような形をした道具で（このためのび太はみんなに「のび子」「のび子ちゃん」とからかわれる羽目になった）、遠くの場所にある物をバッグを通じて手元に取り寄せることができる。物体に限らず、人間などの生物を取り寄せることも可能。バッグの上下を反転させれば水を取り出すこともでき、布団など収まらないような大きなものも引き出せる。
ドラえもん曰く「どんな遠い所の物でも取り出せる」とのことで、劇中では魔界星（地球から離れた惑星）にいるドラえもんが「とりよせバッグ」を使い、地球の野比家に置かれているのび太の机を取り寄せていたり、「かべかけスタジオ」の中の超空間にいるドラえもんが「とりよせバッグ」を使い、現実世界に存在する人間を取り寄せていたり、「気ままに夢見る機」によって作られた夢世界の中にいるドラえもんが「とりよせバッグ」を使い、現実世界に存在する物を取り寄せたり、夢世界のどこかに存在する川の水を取り寄せている。
ただし取り寄せる際、手だけが向こうの場所に現れるため、もしそこに誰か人がいたらその手を見られてしまい、場合によっては手をつねられてしまう事もある。それだけでなく、取り寄せる側は向こう側を見ることが出来ないので、手探りでつかまざるをえず、目的と違うものを取ってしまう事もある。また、素早く動く物体を掴むことも困難を極め、ドラえもんは「水中バギーのように、高速で移動する物体を掴むのは、銃口から放たれた弾丸を手づかみするようなもの」と説明している。
テレビアニメ第2作第1期では、のび太の机の引き出しの中の時空間内で使えば、既にどこかの時代へ移動している「タイムマシン」を取り寄せることが出来るとされている。また「どこでもドア」では行けないような別次元の宇宙にも手が届くとされている。
テレビアニメ第2作第2期では「絵本入りこみぐつ」を使って絵本の中の世界に入ったドラえもんが「とりよせバッグ」を使い、色々な物を取り寄せている。それだけでなく「光」などといった、物理的に掴めないものを指定した場合も正常に機能している。また、空中を飛行する標的が持っている物を取り寄せようとした時、ワームホールが標的の移動に合わせて自動的に追尾している。